# Flers-en-Escrebieux
Flers-en-Escrebieux é uma comuna francesa na região administrativa de Altos da França, no departamento do Norte. Estende-se por uma área de 7.11 km². Em 2010 a comuna tinha 5 858 habitantes (densidade: 823,9 hab./km²).